# 関成政
関 成政（せき なりまさ）は、戦国時代の武将。一宮城主。

## 生涯
天文21年（1552年）、尾張国一宮で織田家臣・関成重の長男として生まれる。
元亀元年（1570年）に父と共に浅井氏攻めに参加。元亀3年（1572年）に森長可の姉・碧松院を正室とし森氏とは縁続きとなった。天正2年（1574年）に主君・織田信長が行った蘭奢待切り取りの際にその欠片が与えられたが、成政は蘭奢待を真清田神社へと奉納している。
以後、信長の子・織田信忠の側近として仕え、長島一向一揆征伐、長篠の戦い、有岡城の戦いなどに従軍。個人としての武勇にも優れ、三木合戦の際には別所家臣で大剛の士であった宇野右衛門佐の襲撃を受けたが、槍を交わし撃退している。天正9年（1581年）の第二次天正伊賀の乱では先鋒の堀秀政らの軍監として先行して伊賀入りし、御斎峠の付近で伊賀衆と交戦した際は自ら槍を取って敵を討ち武名を上げた。天正10年（1582年）の甲州征伐でも信忠に近侍して出陣し、戦闘に参加した。

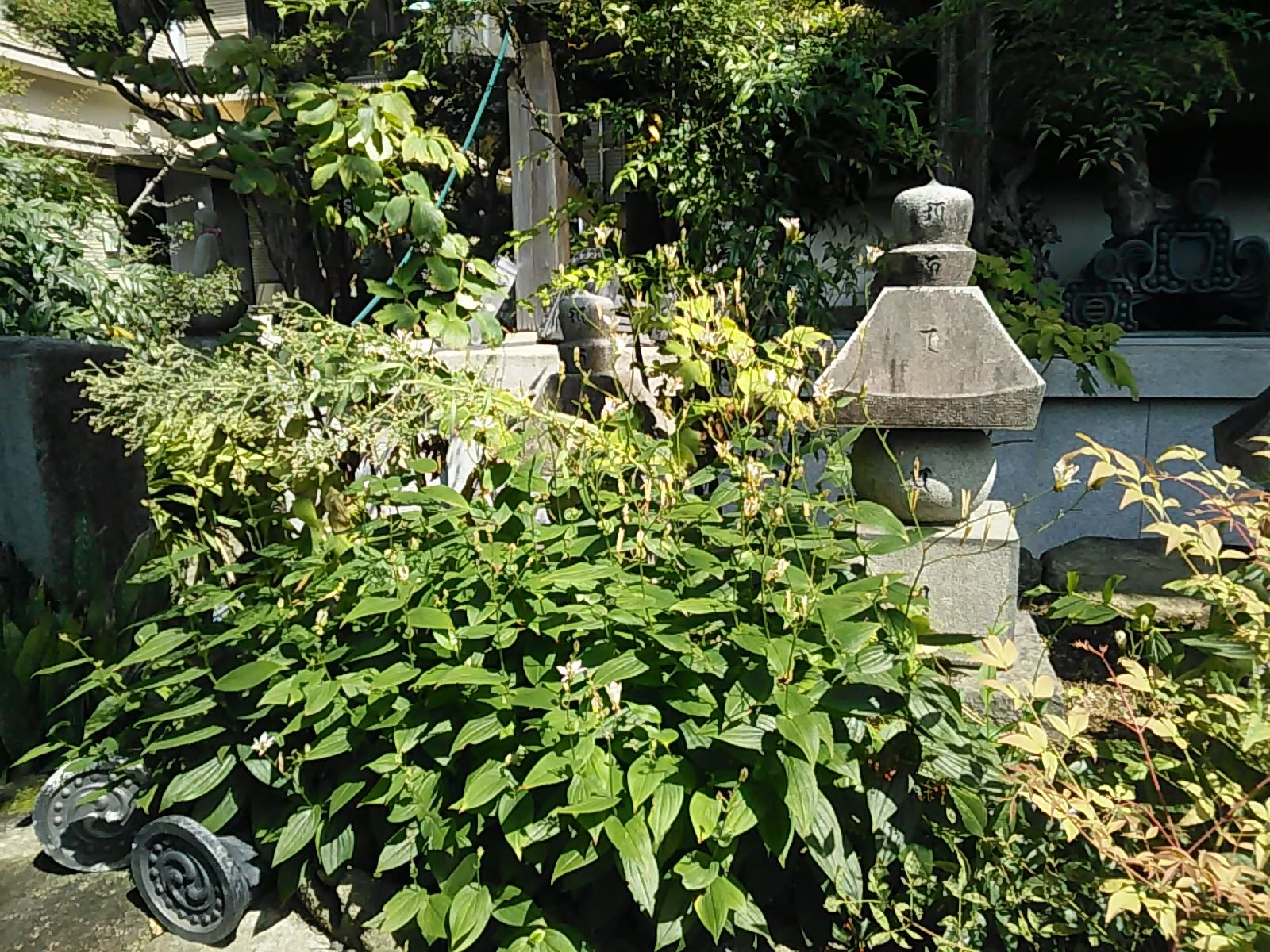
関成政の墓(一宮市常念寺)

同年6月、本能寺の変にて信忠が横死すると、その弟・織田信雄に重臣として仕えるが、羽柴秀吉と信雄が対立し天正（1584年）より小牧・長久手の戦いが勃発すると、秀吉に味方した森長可の要請を受けて信雄を見限り羽柴方に転じた。池田恒興と森長可が提案した三河中入りの際には長可を大将とする第2陣に参加し戦うが、長可の討死の報を聞くと成政も覚悟を決め徳川軍へと斬り込み戦死した。享年33。

## その後の関家
成政戦死後は実質的に森家に取り込まれた形となり、子供らは長可の跡を継いだ森忠政に仕えた。
中でも五男の成次は忠政の娘を娶ったことから最も重用され、森忠広が若死にして森家に嫡子が無くなった際には、成次の息子で忠政の外孫にあたる関家継（後の森長継）に白羽の矢が立ち、美作津山藩2代藩主となった。
関家は弟・関長政が継ぐも後継ぎがいなかったため、兄・長継の子・森長治を養子にし名跡を継がせている。後に長治は津山藩から分地された1万8,700石を使い宮川藩を立藩し森氏の支藩として分家の待遇を受け、津山藩改易後は備中国に領を移し新見藩を新たに立藩し、関氏は9代174年にわたり新見に在封し明治維新を迎えた。明治に華族に列し子爵を賜った。

## 一族・縁者
- 正室・正室：碧松院（森可成女）
- 長男・関武兵衛

森可政の娘を娶る。当初、森家に仕えるが忠政と不仲になり出奔した後榊原康政に仕える。しかし大坂の陣での恩賞が無い事に不満を抱き榊原家も出奔。
- 孫・森可信

武兵衛の子。武兵衛の榊原家退転に際して祖父・可政に預けられ養育される。元服後に森姓を与えられ津山藩に仕えた。
- 孫・森可明

武兵衛の子。武兵衛の榊原家退転に際して祖父・可政に預けられ養育される。元服後に森姓を与えられ津山藩に仕えた。父と同じく武兵衛を称する。1,000石。
- 次男・関宇兵衛

森家に仕える。1,000石。
- 三男

幼少時に溺死
- 四男・了向

幼名：竹若丸。石山本願寺との和睦の際に僧籍に入り、美濃国金山妙願寺の住職となる。森忠政の美作国転封に伴って妙願寺も美作へと移転した。
- 五男・成次

津山藩家老。森忠政の娘婿。
- 孫・森長継

二代目津山藩主。